# Suello

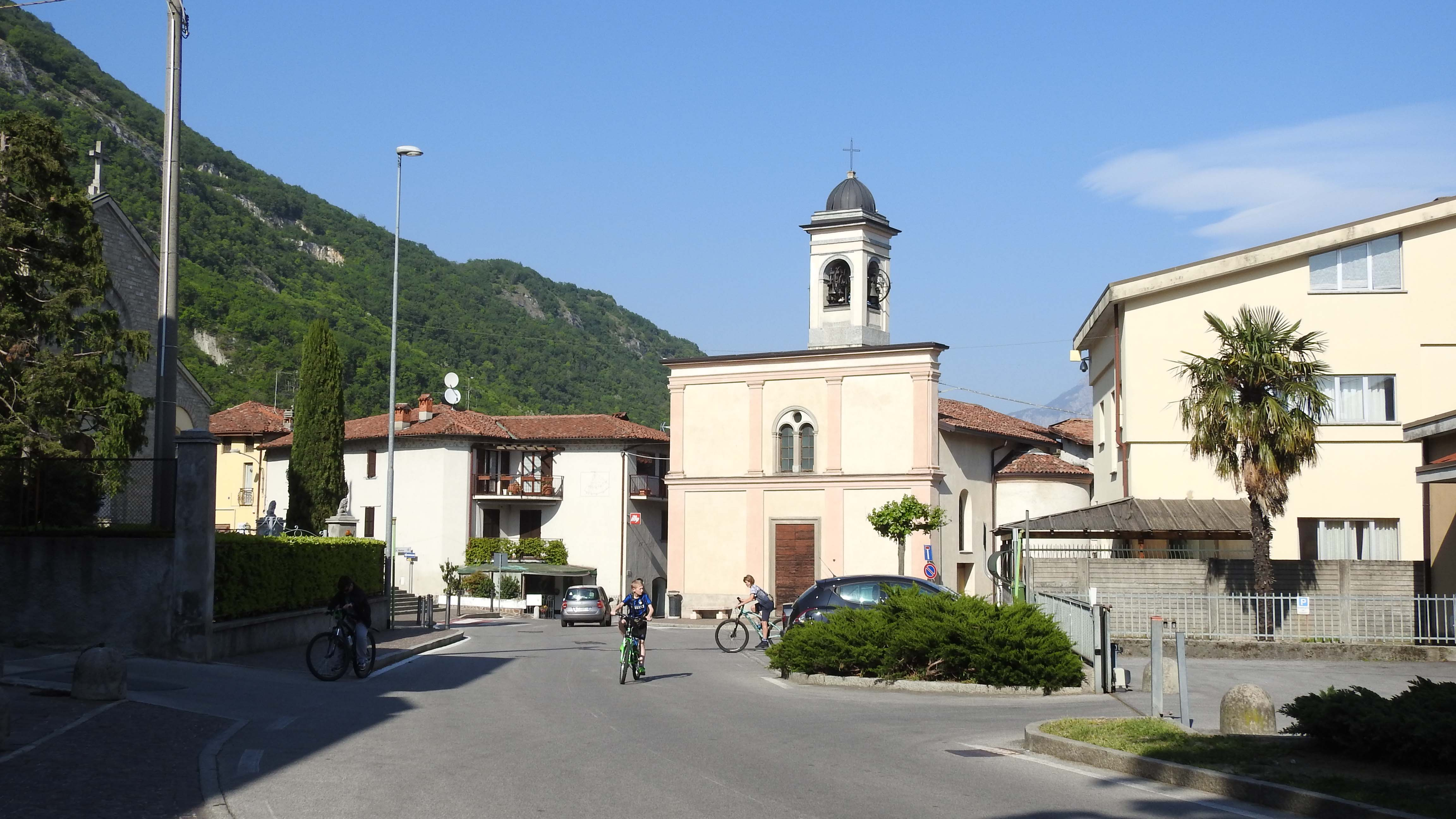
Via Roma und Alte Pfarrkirche San Biagio

Suello ist eine Gemeinde in der Provinz Lecco in der italienischen Region Lombardei mit 1741 Einwohnern (Stand 31. Dezember 2023).

## Geographie
Suello liegt circa 7 km südwestlich der Provinzhauptstadt Lecco und 40 km nordöstlich der Millionen-Metropole Mailand. Im Jahr 1971 hatte die Gemeinde Suello eine Fläche von 260 Hektar.
Die Nachbargemeinden sind Annone di Brianza, Cesana Brianza und Civate.

## Geschichte
Im Jahr 1162 stellte Kaiser Friedrich I. (HRR) dem Abt von Civate ein Diplom aus, das die Besitztümer der Abtei bestätigte, auch jene, die durch Lehen und Verträge mit Privatpersonen erworben worden waren, und jede Einmischung und Macht über die Güter und Menschen der Abtei untersagte: Suello wurde unter den Gütern und Ortschaften aufgeführt (darunter ist nicht das gesamte Dorf zu verstehen, sondern mehr oder weniger große Bauernhöfe im Gebiet der Ortschaft). In den Statuten für die Straßen und Gewässer des Herzogtums Mailand wurde er im Bezirk Canzo als el locho de Suellio aufgeführt. In der compartizione dell’estimo del Monte di Brianza (1456) wurde die Gemeinde Suello der Squadra de’ Mauri zugeordnet. Im Grundbuch des Herzogtums Mailand von 1558 und späteren Aktualisierungen bis zum 17. Jahrhundert wird Suello unter den Gemeinden der Squadra de’ Mauri aufgeführt. In einem Prospekt aus dem Jahr 1572 (Terre Ducato di Milano, 1572), in dem alle Ländereien des Herzogtums Mailand und andere, die für den Verkauf freigegeben waren, aufgeführt waren, war auch Suello enthalten. Aus den Antworten, die im Jahr 1751 auf die 45 Anfragen der königlichen Volkszählungsbehörde gegeben wurden, geht hervor, dass die Gemeinde Suello mit Borima, die zum Squadra de’ Mauri gehörte, zu dieser Zeit mit dem Grafen der Riviera belehnt war, dem sie 12,5 Lire pro Jahr, einschließlich des Gehalts des Podestà, zahlte. Weder ein königlicher noch ein feudaler iusdicente residierte dort; der feudale Podestà war damals Carlo Maderna, der in Mailand lebte, und der Leutnant Paolo Molteno, der in Bosisio wohnte; die Gemeinde unterstand dem Prätorianer von Bosisio, bei dessen Strafbank der Konsul einen Eid zu leisten pflegte, für den er 18 Lire zu zahlen hatte; die Gemeinde zahlte auch dem Infanteristen von Bosisio 12,5 Lire jährlich. Die kleine zusammengefasste Gemeinde o sia cassina von Borima bestand aus drei Weilern und genoss aufgrund der Tatsache, dass sie der Abtei San Pietro und Calocero von Civate unterstellt war, eine vollständige Befreiung.
Nach der vorübergehenden Vereinigung der lombardischen Provinzen mit dem Königreich Sardinien wurde die Gemeinde Suello mit 645 Einwohnern, die von einem fünfzehnköpfigen Gemeinderat und einem zweiköpfigen Stadtrat verwaltet wird, gemäß der durch das Gesetz vom 23. Oktober 1859 festgelegten territorialen Aufteilung dem Bezirk V von Oggiono, Bezirk III von Lecco, Provinz Como, zugeordnet. Bei der Gründung des Königreichs Italien im Jahr 1861 hatte die Gemeinde 659 Einwohner (Volkszählung 1861). Nach dem Gemeindegesetz von 1865 wurde die Gemeinde von einem Bürgermeister, einer Junta und einem Rat verwaltet. Im Jahr 1867 wurde die Gemeinde in denselben Bezirk, Kreis und dieselbe Provinz eingegliedert (Verwaltungsbezirk 1867). Im Jahr 1924 wurde die Gemeinde in den Bezirk Lecco der Provinz Como eingegliedert. Nach der Gemeindereform im Jahr 1926 wurde die Gemeinde von einem Podestà verwaltet. Im Jahr 1928 wurde die Gemeinde Suello zur neuen Gemeinde Cesana Brianza zusammengefasst. Im Jahr 1955 wurde die autonome Gemeinde Suello durch Abtrennung ihres Gebiets von der Gemeinde Cesana Brianza neu gebildet. Nach dem geltenden Gemeindegesetz wurde die Gemeinde von einem Bürgermeister, einer Junta und einem Rat verwaltet.

## Bevölkerungsentwicklung
| Bevölkerungsentwicklung | Bevölkerungsentwicklung | Bevölkerungsentwicklung | Bevölkerungsentwicklung | Bevölkerungsentwicklung | Bevölkerungsentwicklung | Bevölkerungsentwicklung | Bevölkerungsentwicklung | Bevölkerungsentwicklung | Bevölkerungsentwicklung | Bevölkerungsentwicklung | Bevölkerungsentwicklung | Bevölkerungsentwicklung | Bevölkerungsentwicklung |
| ----------------------- | ----------------------- | ----------------------- | ----------------------- | ----------------------- | ----------------------- | ----------------------- | ----------------------- | ----------------------- | ----------------------- | ----------------------- | ----------------------- | ----------------------- | ----------------------- |
| Jahr                    | 1861                    | 1871                    | 1881                    | 1911                    | 1931                    | 1951                    | 1961                    | 1971                    | 1981                    | 1991                    | 2001                    | 2011                    | 2022                    |
| Einwohner               | 659                     | 684                     | 712                     | 811                     | 846                     | 940                     | 1045                    | 1261                    | 1327                    | 1476                    | 1554                    | 1686                    | 1763                    |
| Quelle: ISTAT           |                         |                         |                         |                         |                         |                         |                         |                         |                         |                         |                         |                         |                         |

## Sehenswürdigkeiten
- Pfarrkirche San Biagio.[2]
- Alte Pfarrkirche Santi Biagio, Quirico e Giulitta.[3]
- Das Waschhaus befindet sich neben der ältesten Pfarrkirche und sein Dach lehnt sich an die Seitenkapelle der Kirche und ein privates Gebäude an. Wie die meisten der im Gebiet der lombardischen Seen verstreuten Waschhäuser, die dank der Wiederverwendung von Felsblöcken und antiken Sarkophagen errichtet wurden, besteht auch das in Suello aus zwei Becken, die früher Sarkophagdeckel waren.

## Einzelnachweise

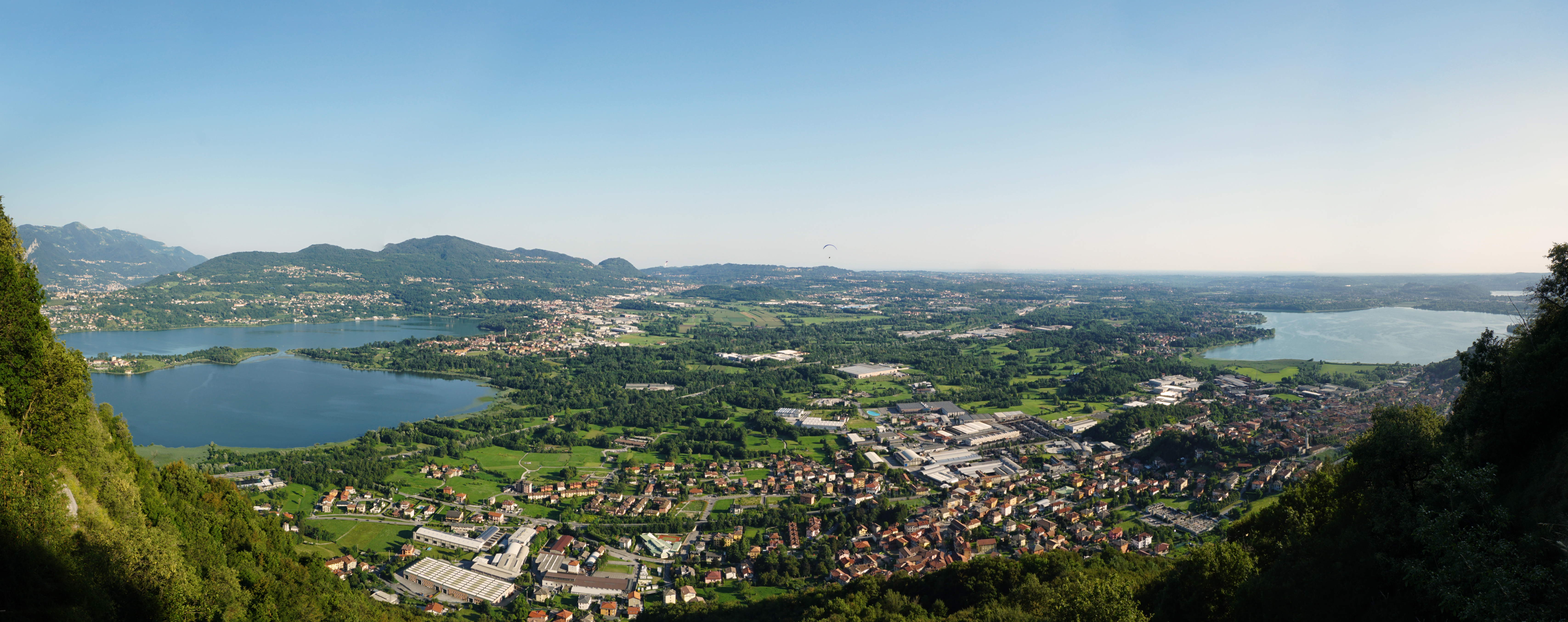
Panorama mit Suello, Lago di Annone und Lago di Alserio